# Zuort
Zuort is een gehucht in Unterengadin in het Zwitserse kanton Graubünden. De naam Zuort is Reto-Romaans en zou herleid kunnen van het woord surd, hetgeen 'doof' betekent en dan in samenhang gezien zou kunnen worden met het op die plaats samenkomen van twee luide beken; de Aua da Laver en de Aua Chöglias. Het gehucht is voor het eerst genoemd in een oorkonde uit 1482 als leen van de gemeente Sent. Er staan, pal naast elkaar, slechts drie huizen: Hof Zuort, de Chasa Mengelberg, het Drachenhaus (met daarin de vertrekken van het personeel van de Chasa Mengelberg). Even verderop ligt een kleine kapel.
In de 'Hof', de boerderij waarnaar het gehucht is vernoemd, werd een landbouw- en veeteeltbedrijf geëxploiteerd terwijl het ooit ook als douanepost fungeerde. Thans is het een 'Gasthof'; een pension annex restaurant en daarmee een toevluchtsoord voor wandelaars, mountainbikers en skiërs, bijvoorbeeld op weg naar de nabijgelegen Heidelberger Hütte.
De Chasa Mengelberg is een buitenhuis dat de Nederlandse dirigent Willem Mengelberg begin 20e eeuw liet bouwen om er zijn vakanties te vieren. Hij ontdekte de plek op een van zijn wandelingen die hij maakte toen hij in het nabijgelegen kuuroord Val Sinestra verbleef. Mengelberg overleed hier op 21 maart 1951, één week voor zijn 80e verjaardag. Genoemde kapel in het gehucht liet hij in de jaren 1920-1924 bouwen uit dankbaarheid voor het feit dat Nederland en Zwitserland van de Eerste Wereldoorlog verschoond was gebleven. Het carillon van de kapel werd dagelijks bespeeld. Daarbij werd ook regelmatig het Wilhelmus ten gehore gebracht, niet zelden tot verwondering van de gasten van Hof Zuort.

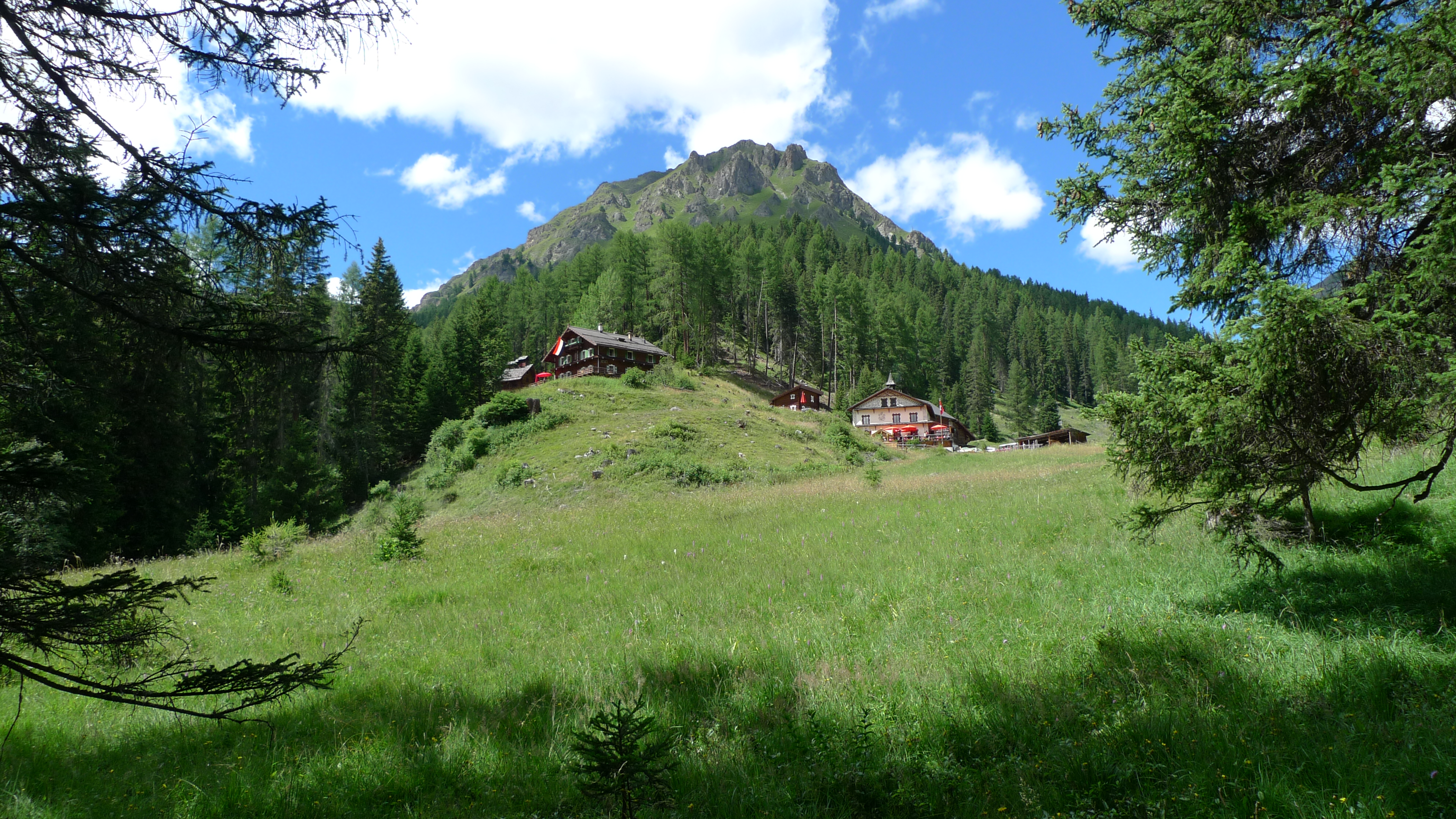
Zuort, met v.l.n.r.: kapel, Chasa Mengelberg, Drachenhaus en Hof Zuort met op de achtergrond de Piz Muranza (2641 m)
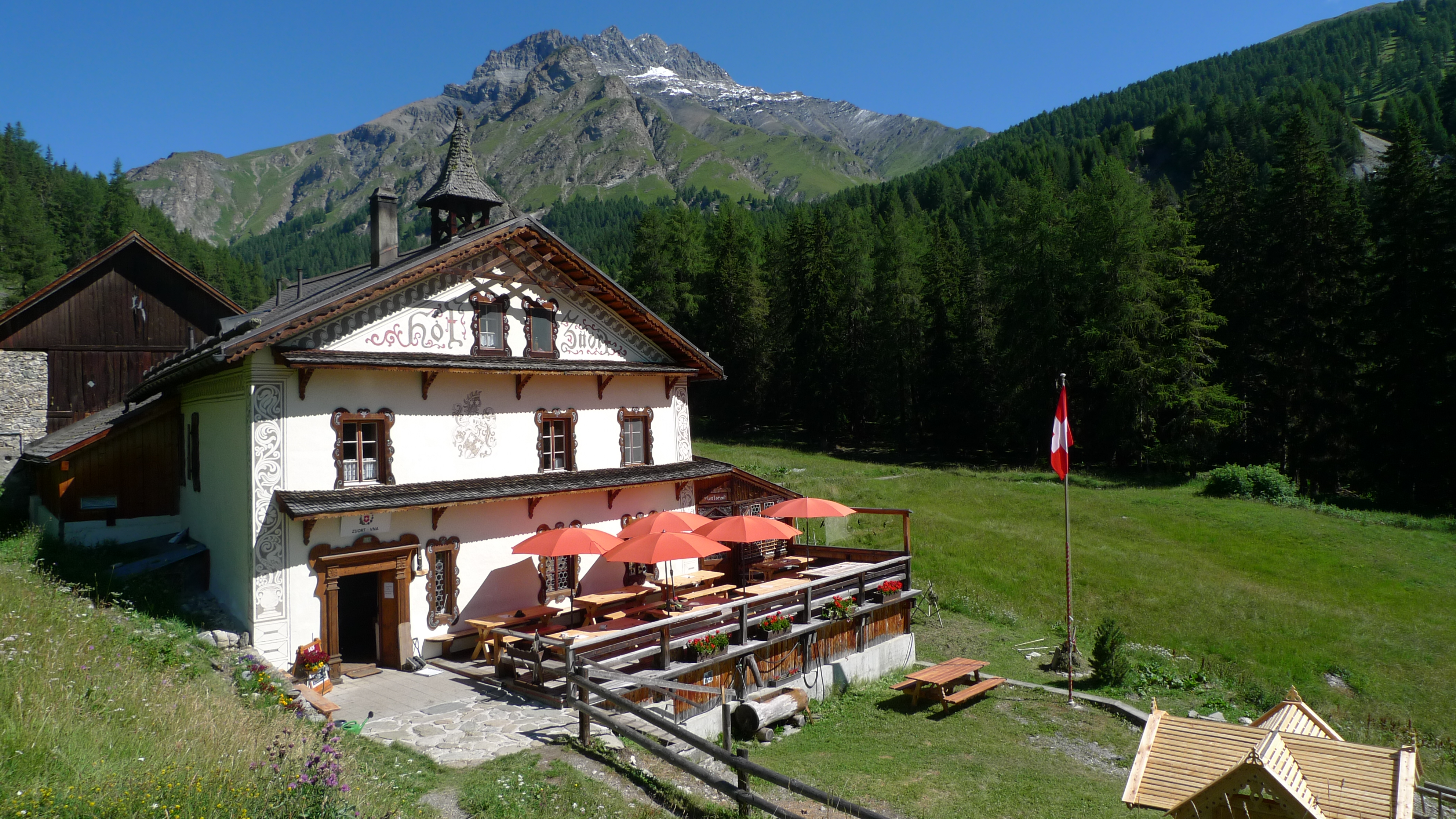
Hof Zuort met op de achtergrond de Stammerspitz (3254 m)

## Fotogalerij van de Punts penduossas Sinestra – Zuort

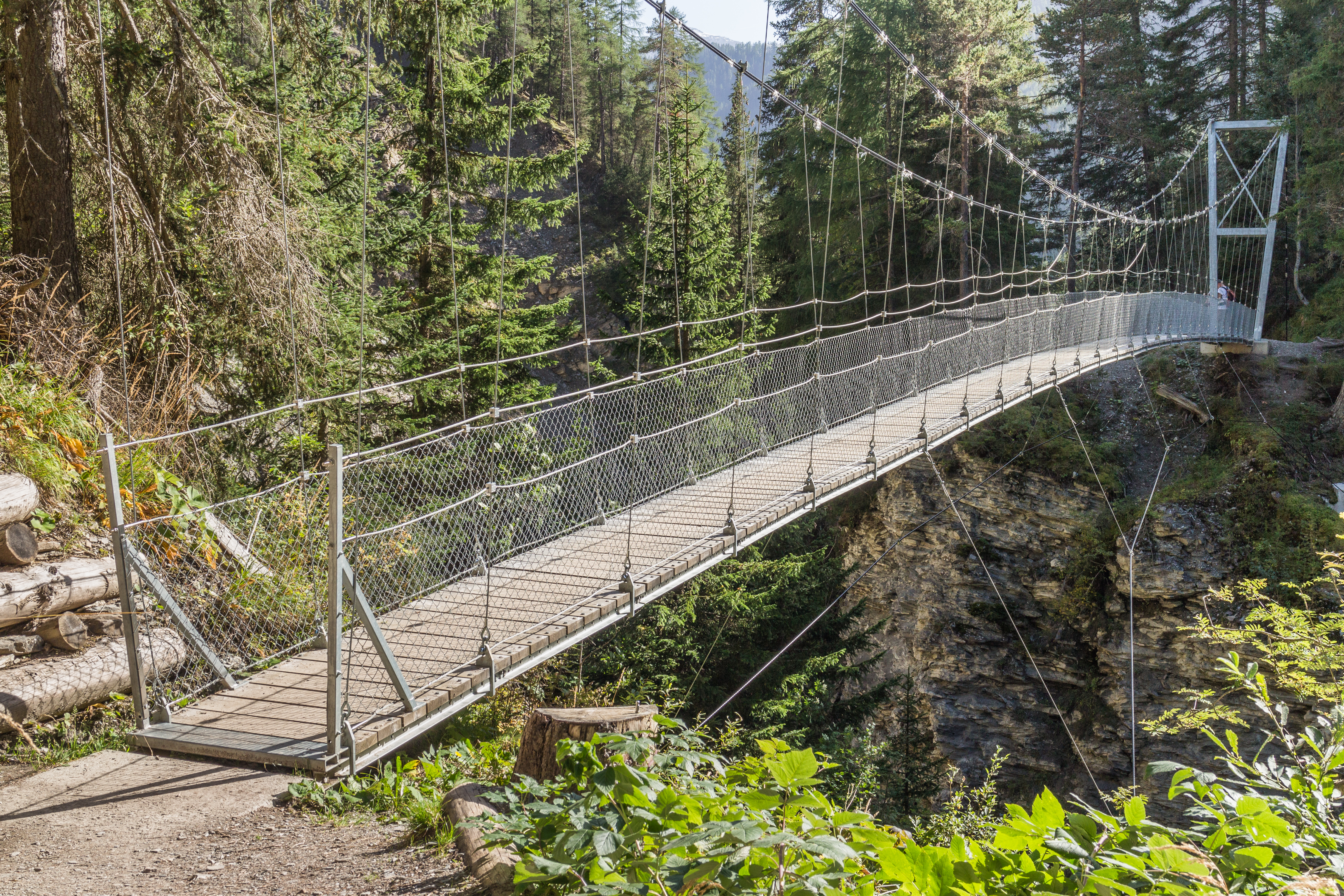
Hangbrug.
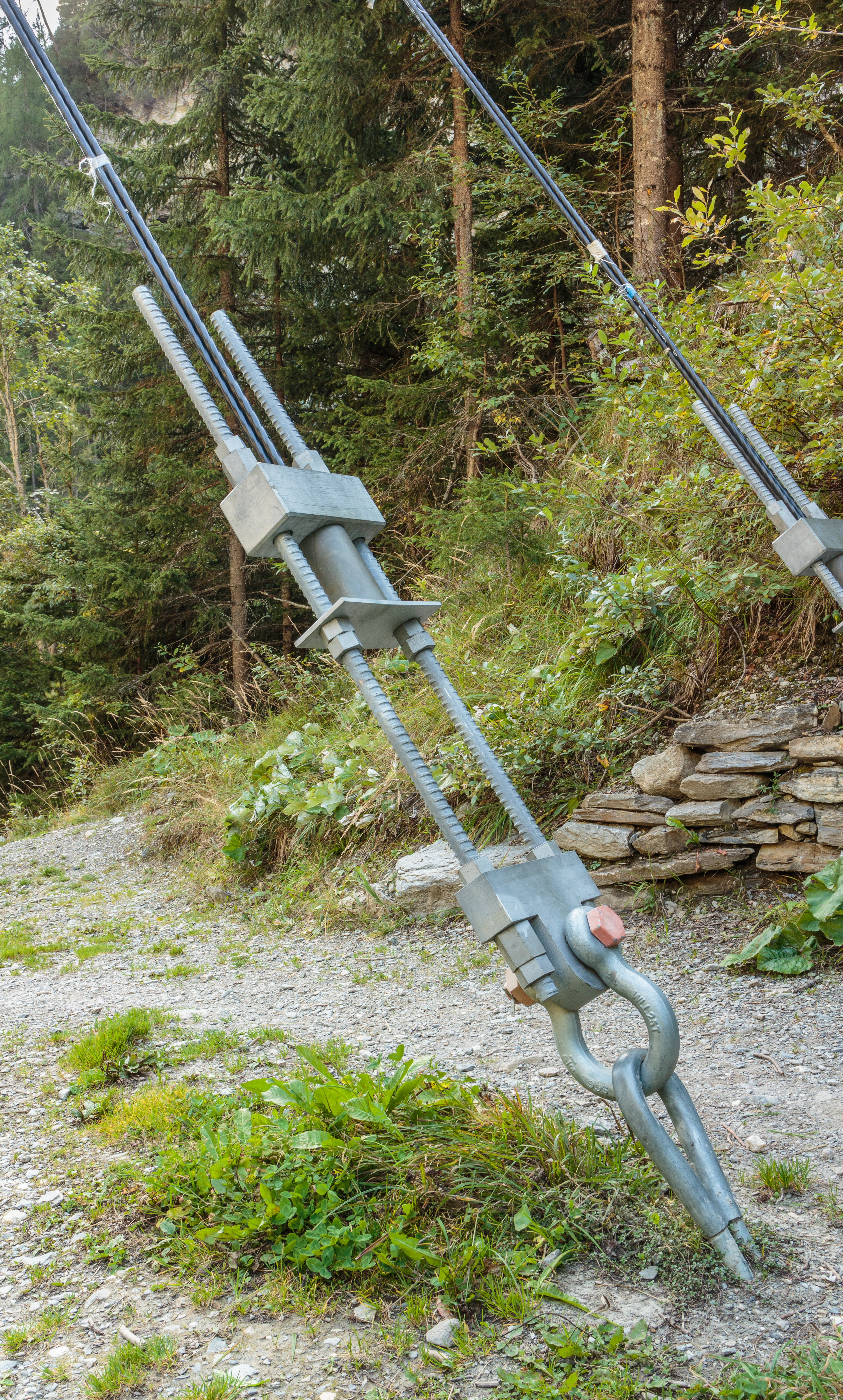
Bevestigingsonderdeel van de hangbrug.
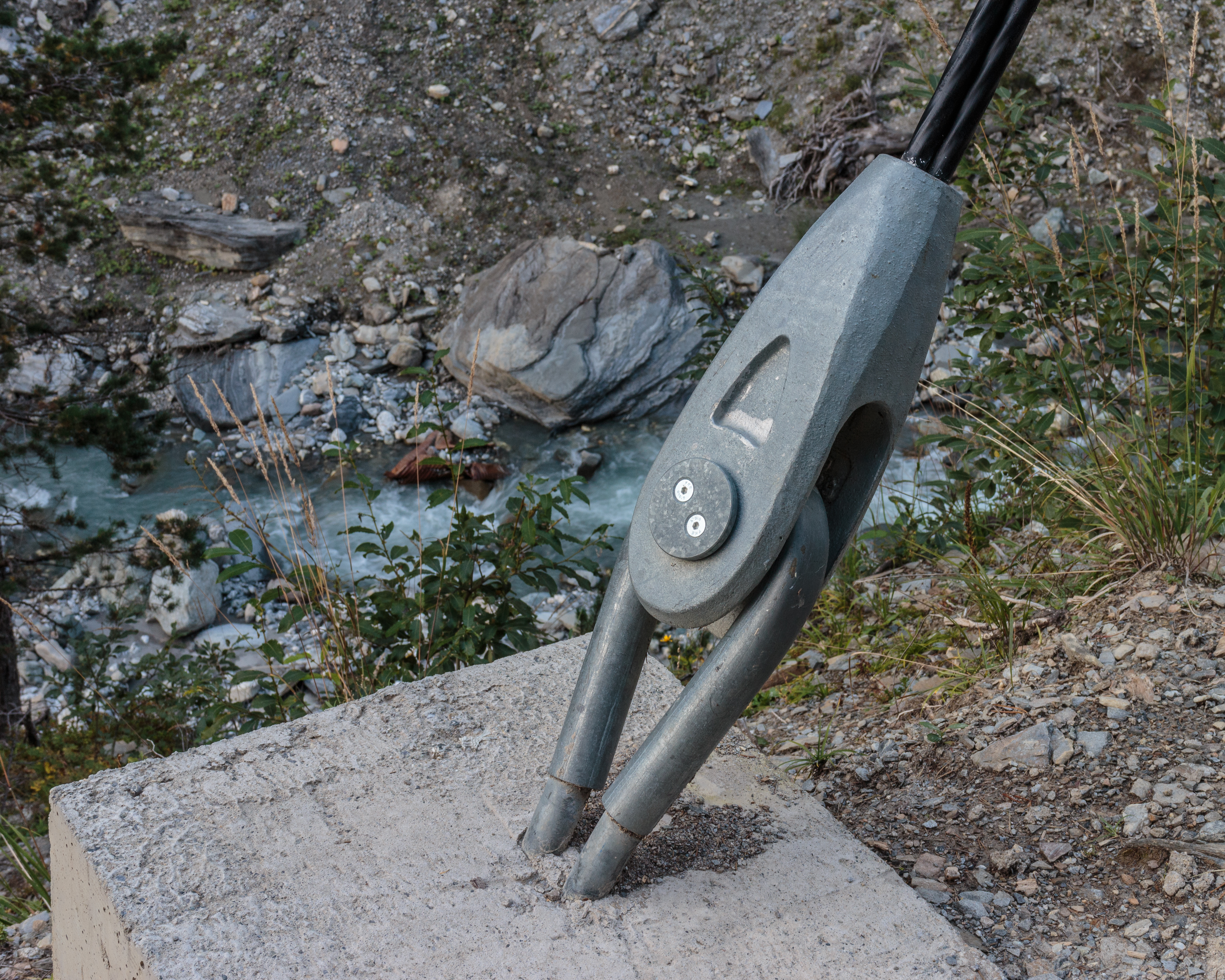
Bevestigingsonderdeel van de hangbrug.
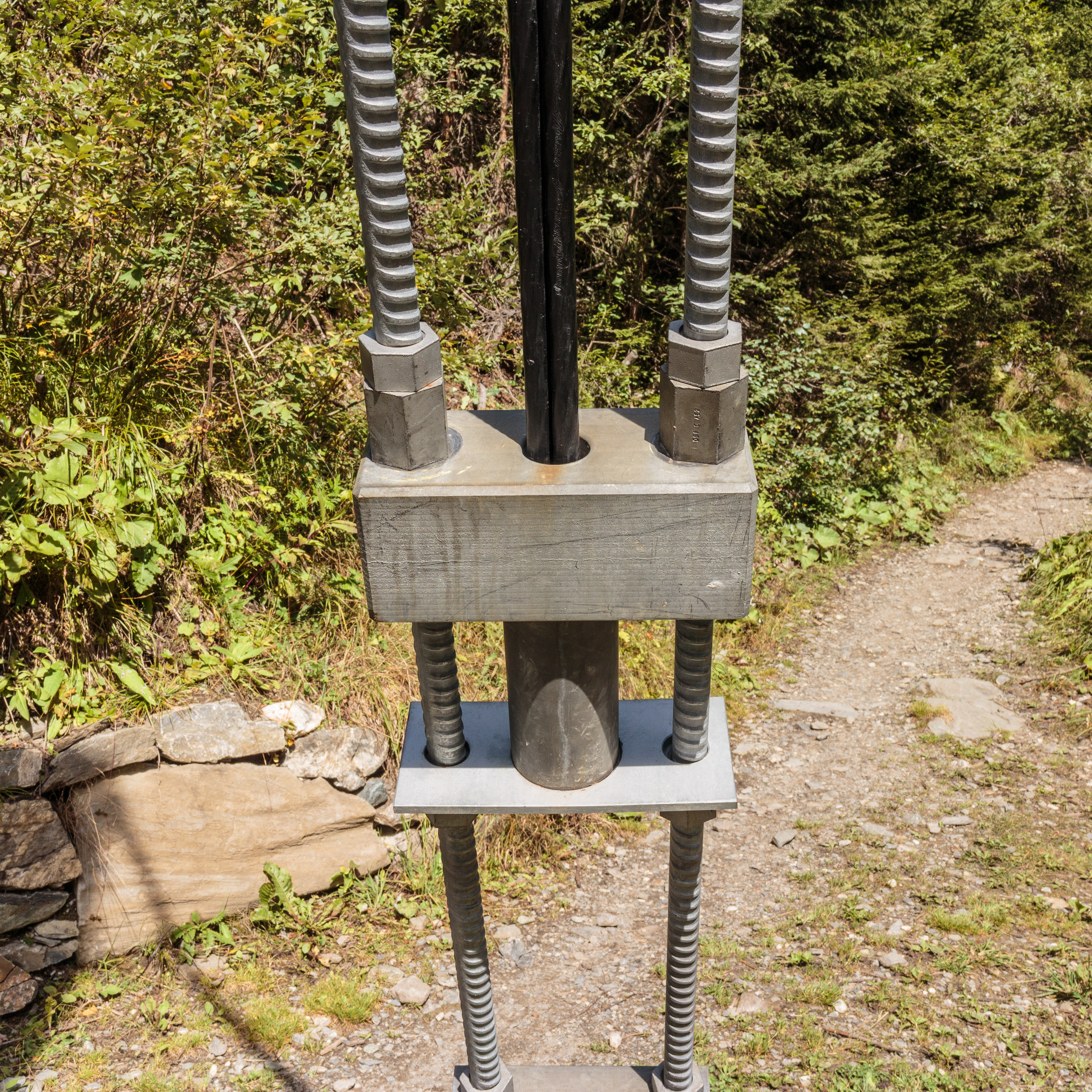
Bevestigingsonderdeel van de hangbrug.
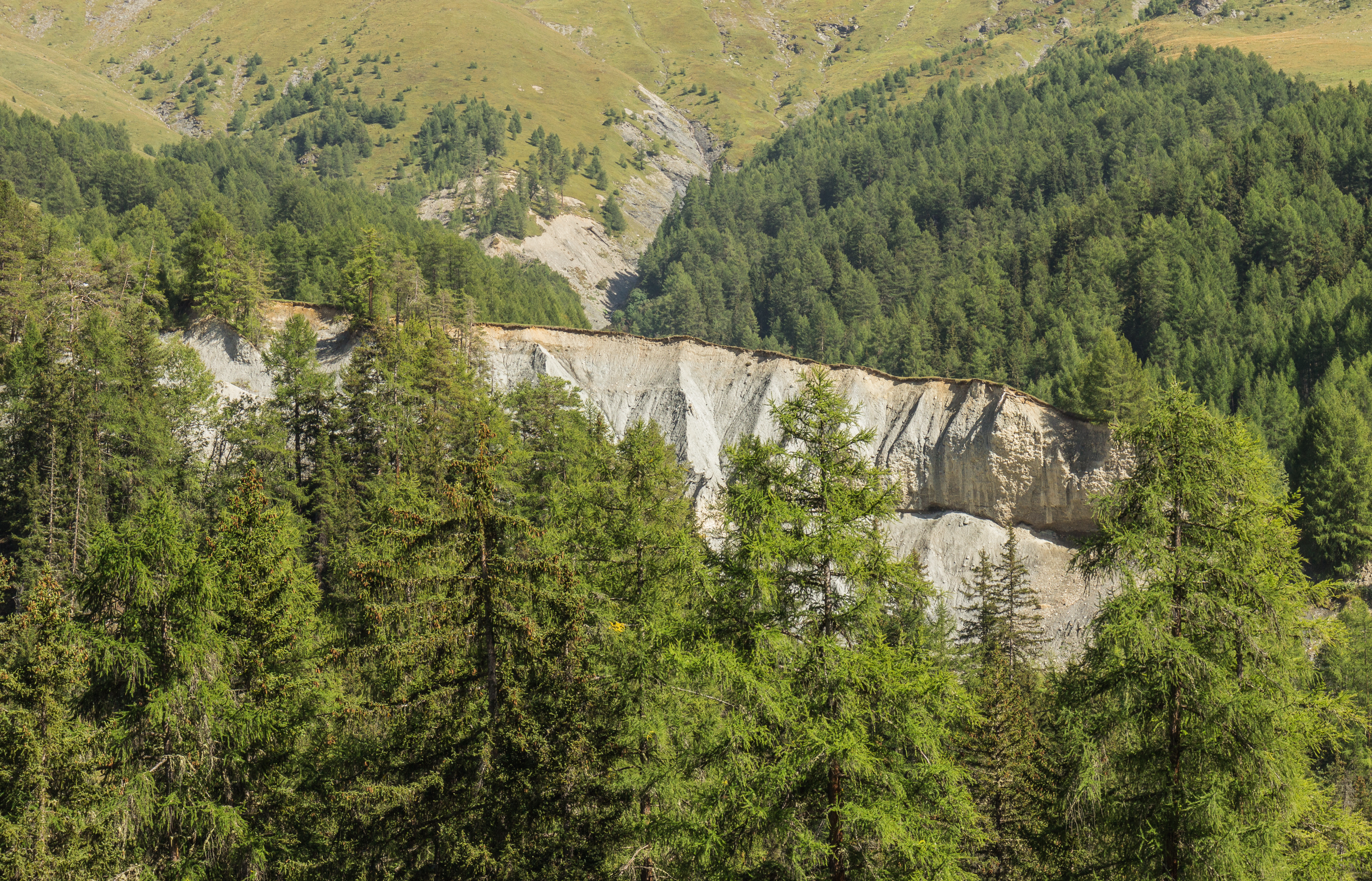
Piramiden van Zuort
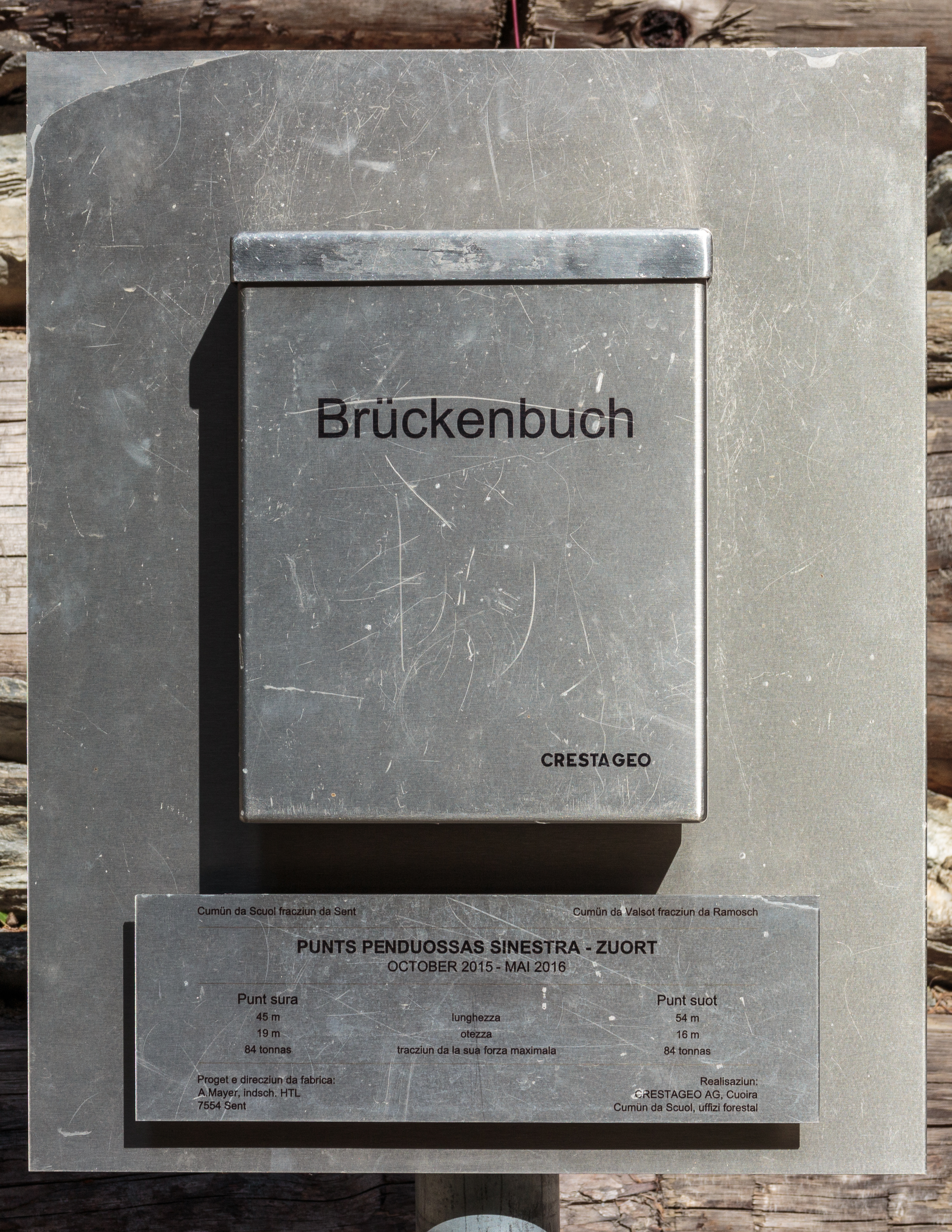
Informatie over de hangbrug.
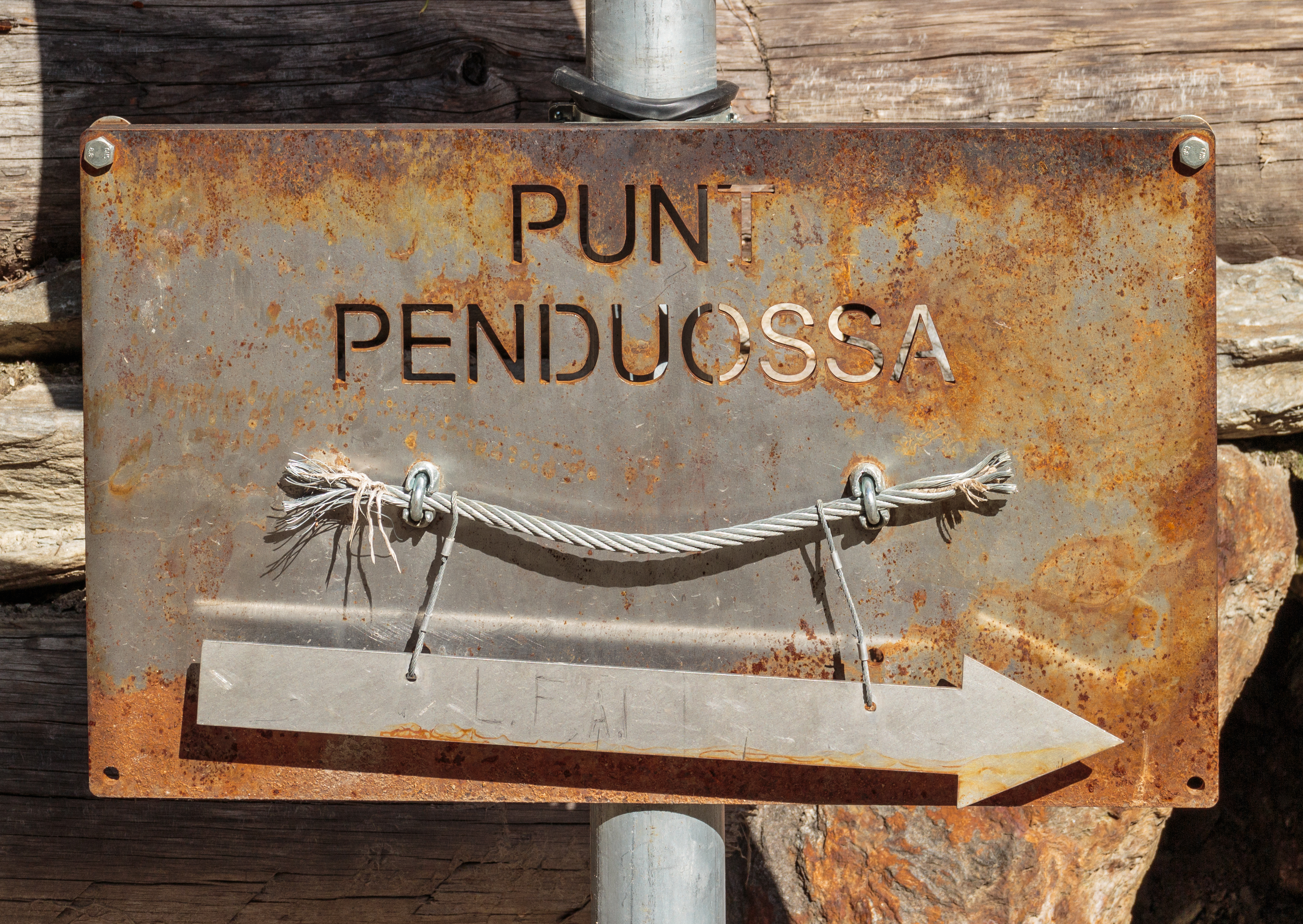
Richting naar de hangbrug.